# Daughters (band)
Daughters is een Amerikaanse rockband, opgericht in 2002 in Providence na het uiteenvallen van As the Sun Sets.

## Bezetting
Huidige bezetting
- Alexis Marshall (zang, 2002–2009, 2013–heden)
- Nicholas Sadler (gitaar, 2002–2003, 2004–2009, 2013–heden)
- Jon Syverson (drums, 2002–2009, 2013–heden)
- Samuel Walker (basgitaar, 2004–2009, 2013–heden)

Huidige toerleden
- Gary Potter (gitaar, 2007–2008, 2013–heden)
- Monika Khot (gitaar, keyboards, synthesizer, basgitaar, 2019-heden)

Voormalige toerleden
- Jeff Worms (gitaar, 2008)
- Chris Slorach (basgitaar, 2019)
- Lisa Mungo (keyboards, synthesizer, 2018–2019)

Voormalige leden
- Jeremy Wabiszczewicz (gitaar, 2002–2003)
- Pat Masterson (basgitaar, 2002–2004)
- Perri Peete (gitaar, 2003–2004)
- Brent Frattini (gitaar, 2003–2007)

## Geschiedenis

### Formatie enCanada Songs(2002–2003)
Voorafgaand aan de oprichting van Daughters, speelden zanger Alexis S.F. Marshall, gitarist Jeremy Wabiszczewicz en drummer Jon Syverson in de Amerikaanse grindcoreband As the Sun Sets. Na de ontbinding formeerden Marshall, Wabiszczewicz en Syverson Daughters, samen met gitarist Nicholas Andrew Sadler en bassist Pat Masterson. De laatste publicatie 8949 van As the Sun Sets bevatte een toevoeging met een bericht van de band erop. Het bericht luidde: Dit is As the Sun Sets laatste opname. 21 maart 2002, ging de zon ging voor de laatste keer onder. Op 22 maart 2002 beginnen we opnieuw als Daughters. Marshall heeft sindsdien onthuld dat de aankondiging in 8949 een vergissing was en niet bedoeld was om in de albumnotities van de ep te worden opgenomen, aangezien hij Daughters als een nieuwe band zag en hij niet wilde dat mensen Daughters zagen als een voortzetting van As the Sun Sets.
Op 25 maart 2002 (slechts drie dagen nadat de band officieel was geformeerd) bracht Daughters hun debuut-ep Daughters uit via City of Hell Records. De band speelde hun eerste show eind mei in het Munch House in Providence en speelde samen met Backstabbers Incorporated en Dead and Gone. In oktober 2002 concentreerden ze zich op het schrijven van nieuw materiaal voor hun debuutalbum. Op 12 augustus 2003 bracht Daughters hun debuutalbum Canada Songs uit via Robotic Empire.

### Hell Songs (2004–2006)
In juni 2004 bracht Daughters hun eerste live-album Live at CBGB uit via City of Hell. Het album bevatte het nieuwe nummer Boner X-Ray. In juli 2004 werd Boner X-Ray later gratis uitgebracht als download van de website van de band, een studioversie van het nummer zou ook verschijnen op hun aankomende album Hell Songs onder de titel X-Ray. Medio 2005 tekenden de band bij Hydra Head Records. Tijdens tournees in 2004 en 2005 speelden Daughters veel vroege versies van de nummers, die op Hell Songs zouden verschijnen, zoals Fiesty Snakewomen, Boner X-Ray, Fiery Wolves, Crotch Buffetttt en Fuck Whisperer. Daughters gingen in maart 2006 de studio in om te beginnen met het opnemen van hun volgende album in de Mad Oak Recording Studios. In mei 2006 publiceerde de band details over het album, zoals de titel, producent, opnamestudio en de tracklijst. Op 8 augustus 2006 brachten Daughters hun tweede album Hell Songs uit via Hydra Head.

### Daughtersen ontbinding (2007–2010)
Het schrijfproces van het derde album van de band begon drie jaar voorafgaand aan het uitbrengen van het album. Sadler heeft gezegd dat hij songideeën en riffs naar bandgenoot Syverson zou brengen om ze eruit te halen. De opname voor het derde album van Daughters begon eind april 2009 en het trackingproces was in juni voltooid. In augustus ging Daughters abrupt uit elkaar. Na het voltooien van de opname voor het album kregen Marshall en Sadler ruzie, waardoor Marshall de band verliet. De rest van de band besloot een pauze in te lassen, in de verwachting dat Marshall op een gegeven moment weer bij de band zou komen. Sadler ging door met het masteren van de plaat, het afronden van het artwork en werkte zelfs samen met artiest Dave Fisher aan een trailer video. Hij verklaarde dat hij in wezen probeerde de band in leven te houden voor wie-weet-wat, in de hoop dat Marshall terug zou komen of misschien over een paar jaar weer zouden gaan spelen. Marshall besloot dat hij zich weer bij de band wilde voegen, maar dat Sadler moest worden vervangen. Dit zorgde ervoor dat bassist Samuel M. Walker de band verliet, hetgeen leidde tot de ontbinding van de band. De ontbinding werd nooit officieel aangekondigd en niemand buiten Daughters wist voor het einde van 2009 van het uiteenvallen. Enkele maanden na de ontbinding kwamen Marshall en Syverson weer bij elkaar en besloten de band voort te zetten.
De band speelde een eenmalige geheime show aan de Rhode Island School of Design in Providence, waar ze de meeste nummers van hun aanstaande album speelden. Dit was de eerste en enige keer dat Daughters nummers van hun zelfgetitelde album live speelde voor hun reünie in 2013. Ondanks de splitsing brachten Daughters hun derde album Daughters uit op 9 maart 2010 via Hydra Head. Het management van de band kondigde aan dat er geen tournee zou zijn ter ondersteuning van het album.

### Reünie en opnamesessies (2013–2014)
Marshall had Andy Low van Robotic Empire aangesproken voor het herenigen van Daughters. Terwijl Marshall en Sadler niet met elkaar spraken, vertelde Low hen beiden dat de een de ander wilde zien. Geen van beide leden had echter echt gevoelens voor Low uitgesproken over het willen zien van de ander. Ze wisten dit niet en kwamen beiden met tegenzin overeen om samen te gaan eten. Tijdens het diner kwamen ze erachter dat Low hen had misleid om ze weer met elkaar te laten praten.
Over de reünie van Daughters zei Marshall dat de band er al een tijdje over praatte. Hij vertelde ook dat fans hem regelmatig zouden vragen wat er aan de hand was met Daughters, terwijl hij op tournee was met zijn andere band Fucking Invincible.
Op 13 september 2013 hervormden de Daughters zich voor één show in Rhode Island. Op veler verzoek werd op 15 september een tweede show toegevoegd. Hoewel er destijds geen verdere officiële verklaringen waren afgelegd, heeft de band sinds de reünie veel activiteit op sociale media gehad en stukjes en beetjes opgenomen en demo's gemaakt. In de zomer van 2014 begon de band met opnemen in de studio Machines With Magnets in Providence. In juli 2014 bleef de band tijdens deze opnamesessies zinspelen naar nieuw materiaal via Facebook. Alle opnamen van deze sessie werden echter opgeschort, omdat de band niet tevreden was met het resultaat, waarbij Marshall beweerde dat ze het gedwongen hadden en dat de opnames uiteindelijk onvoltooid klonken. Sadler heeft gezegd dat de opnamen werden opgeschort, zodat de band kon experimenteren met nieuwe ideeën.

### You Won't Get What You Want (2015–heden)
In 2015 plaatste Daughters een foto op Facebook van haar leden in de opnamestudio Machines With Magnets. In september 2016 kondigde de band via Instagram aan dat ze opnieuw zullen opnemen tijdens hun aanstaande tournee zonder echte agenda of tijdlijn voor publicatie. Tijdens deze tournee speelde Daughters het nieuwe nummer Long Road, No Turns. In een interview in juni 2017 zei Marshall dat hij verwacht dat Daughters tegen het einde van het jaar hun vierde studioalbum zal uitbrengen. Op 28 en 29 december ondersteunden Daughters en Code Orange The Dillinger Escape Plan tijdens hun laatste twee shows. In april 2018 meldden Daughters dat de opnamen van de gitaren voor hun aankomende album compleet waren. Op 13 juli 2018 brachten Daughters de single Satan in the Wait uit van hun aanstaande album, de single en het album worden uitgebracht via Ipecac Records. Op 17 augustus 2018 kondigde Daughters de titel aan van het aankomende album, You Will not Get What You Want en brachten hun tweede single uit van het album getiteld The Reason They Hate Me, dat werd beschreven als luidruchtiger en doordringender dan de laatste single. De band kondigde ook meer tourneedata aan naast de aankondiging. Op 2 oktober 2018 bracht Daughters de derde single uit van het album Long Road, No Turns. Op 14 januari 2019 bracht de band hun allereerste videoclip uit voor het nummer Less Sex. De video werd geregisseerd door de voormalige gitarist van de band Jeremy Wabiszczewicz.

## Stijl
Het vroege materiaal van dochters werd voornamelijk beschreven als grindcore, terwijl hun latere materiaal werd beschreven als noiserock. Daughters zijn ook beschreven als industriële rock, no wave, mathrock, mathcore, postpunk, experimentele rock, mathmetal, alternatieve metal, artrock en artmetal. Sadler heeft gezegd dat hij het er altijd mee oneens is geweest dat Daughters wordt beschreven als een mathrock- of mathcore-band. Met het uitbrengen van het tweede album Hell Songs, was de vocale stijl van Marshall merkbaar veranderd van hoge geschreeuw in een zangstijl die in de loop der jaren is vergeleken met David Yow, Nick Cave en Michael Gira.

## Discografie

### Singles
- 2010: The First Supper
- 2018: Satan in the Wait
- 2018: The Reason They Hate Me
- 2018: Long Road, No Turns

### Ep's
- 2002: Daughters 7" (City of Hell)

### Studioalbums
- 2003: Canada Songs (cd, lp, digitale download, cassette, Robotic Empire)
- 2003: Hell Songs (cd, lp, digitale download, Hydra Head)
- 2010: Daughters (cd, lp, digitale download, Hydra Head)
- 2018: You Won't Get What You Want (cd, lp, digitale download, Ipecac)

### Livealbums
- 2004: Live at CBGB cd (City of Hell)

### Muziekvideo's
- 2018: City Song
- 2018: Less Sex
- 2019: Guest House

### Andere optredens
- 2006: Marry Me (Lie Lie)
- 2014: Radio Friendly Unit Shifter
- 2016: Big Cheese